# アーバンエステート
株式会社アーバンエステートは、埼玉県川口市に本社を置き、主に注文住宅を手掛けていた建設業者。

## 概要
永井昭四郎が創業した。アーバンエステートとしての創業は2002年だが、それ以前に鹿島興産、アイホーム、アイプラン、ハウスエステート、ランドクリエート、タウンエステートなどの名称で頻繁な法人解散、法人設立の歴史を経ていた。
業界後発組ながら、後述するテレビコマーシャルの大量出稿と、営業部員に若手女性を多く採用すること などで認知度を高め、2003年12月期に約8億1,900万円だった売上高は、2007年同期には約64億9,300万円にまで急成長した。しかし性急な拡張と莫大な広告宣伝費、構造計算書偽造問題による監視強化、金融不況等によって自転車操業に陥り、支払いの遅延が多発した。2009年3月24日、東京地方裁判所に民事再生法適用を申請したが、経営上の混乱や債務超過額の大きさから却下されたため、同年3月30日に自己破産を申請し、4月3日付で破産開始決定を受けた。負債総額は約54億8,000万円。

## 宣伝活動など
『建もの探訪』を模した住宅情報番組形式のインフォマーシャルを、2006年頃テレビ埼玉（TVS・テレ玉）で放映開始し、関東地方の独立UHF局・ケーブルテレビに大量出稿していた。
2007年頃に在京キー局で15秒のスポットCMを開始し、民放ラジオ各局にも出稿していた。家を買いたい家族と建設業者が「おうちを建てたい」「お任せください」といった歌詞の童謡風の歌を唄って踊り、そこに「4.5寸角無垢の檜柱」「一坪当り24万8千円のマイホーム」「60年保証の『一生涯の家』」「オール電化」等のキャッチフレーズがナレーションで流れるというもの。また、『報道STATION』（テレビ朝日）の関東ローカル帯（22:50以降）のスポンサーとして、このCMを30秒版で出稿した。
また「お宅拝見制度」と称して、住宅販売価格を格安にする代わりに販売した住宅を見学者に訪問させ、説明をその家の住民に行わせるイベントを開催していた。

## 経営破綻後の動向
2009年6月2日、アーバンエステート被害対策弁護団が結成され、約500棟の未着工・未完成物件の処理の他、旧経営陣に対する損害賠償請求、刑事告訴などを行った。元会長の永井および役員らは会社が倒産することを知りつつ新規契約を結んだとして詐欺容疑で逮捕され、2013年6月には東京地方裁判所（杉山愼治裁判長）による一審で永井と元営業部長が実刑判決を受けた。